# Founéké Sy
Founéké Sy (Bamako, 21 luglio 1986 – 4 aprile 2020) è stato un calciatore maliano, di ruolo attaccante.

## Carriera

### Nazionale
Nel 2009 ha giocato una partita nella nazionale maliana.

## Palmarès

### Club

#### Competizioni nazionali
- Coppa del Mali: 1

Djoliba: 2007
- Coppa di Lega emiratina: 1

Ajman: 2012-2013
- Prima Divisione (Emirati Arabi Uniti): 1

Ittihad Kalba: 2013-2014

### Individuale
- Capocannoniere della Coppa di Lega emiratina: 1

2012-2013